# Rạn san hô Coreca
Rạn san hô Coreca tạo thành một nhóm các khối đá Ý nằm trên Biển Tyrrhenian, ở Calabria nằm trong Frazione Coreca.
Chúng là một nhóm mười khối đá: Capoto (lớn nhất trong số đó), Formica, Ginario, Longarino, Piccirillo, Tirolé (còn được gọi là Pirolé) và bốn Scuagli da Funtana có một khu vực phân phối từ "La Tonnara" nằm gần đó tại rìa khoảng không gian biển của ngôi làng chính ở Coreca.

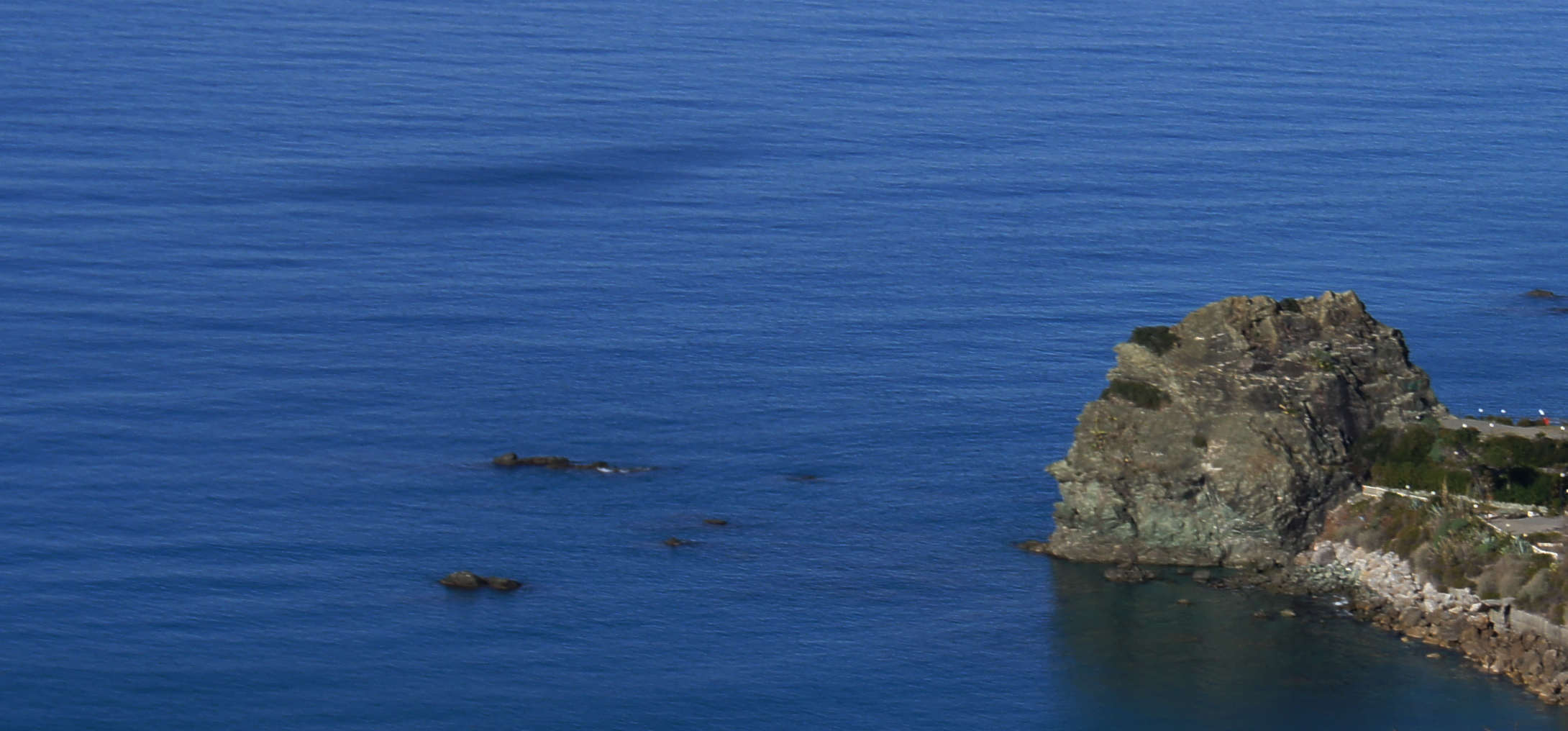
Các rạn san hô nhìn từ Colle degli Ulivi

Capoto là lớn nhất trong số chúng với diện tích bề mặt 50 mét vuông (540 sq ft), và chủ yếu được sử dụng cho việc lặn và những người chụp ảnh và quay phim nghiệp dư.
Trong những năm 1960, 1970 và 1980, nó là một điểm đến dành cho những người quay phim và phát radio nghiệp dư, và các sự kiện môi trường như LIPU cho hệ động vật biển khổng lồ đã biến mất hoàn toàn.
Nó thuộc về khu vực hành chính của Amantea, đô thị của tỉnh Cosenza thuộc Ý.